# Endomychus plagiatus
Endomychus plagiatus là một loài bọ cánh cứng trong họ Endomychidae. Loài này được Lewis miêu tả khoa học năm 1887.